# Bière de Miel Bio
Bière de Miel Bio is een Belgisch biologisch bier van hoge gisting.
Het bier wordt gebrouwen in Brouwerij Dupont in Tourpes. Het is een amberkleurig bier met een alcoholpercentage van 8%. In 1880 werd reeds honingbier gebrouwen door hoeve-brouwerij Rimaux-Deridder. Toen deze in 1920 opgekocht werd door de familie Dupont, verdween het bier van de markt. In 1997 wordt een nieuw honingbier in biologische versie gecreëerd door de brouwerij. Het huidige etiket is een reproductie van het oorspronkelijke etiket van het honingbier.
In tegenstelling tot de meeste Belgische bieren is Bière de Miel niet verkrijgbaar in flesjes van 33cl, doch alleen in flessen van 25 cl en 75 cl of in vaten van 20 l.

## Prijzen
- Australian International Beer Awards 2012 - gouden medaille in de categorie Best Speciality Beer - Honey Packaged
- Australian International Beer Awards 2013 - zilveren medaille in de categorie Best Speciality Beer - Honey Packaged